# Ceryx pleurosticta
Ceryx pleurosticta là một loài bướm đêm thuộc phân họ Arctiinae, họ Erebidae.